# ジェティックス (オランダ)
Jetixはオランダのテレビチャンネルでした。
2005年2月13日、JetixはFox Kidsの新しい名前になる。
1996年から運営されています（1997年8月からオランダで）。 
Jetixは子供向けのテレビチャンネルで、主にアメリカの漫画を放送していました。キッズトップ20やエルンスト、ボビーなど、いくつかのオランダの番組も放送されました。 
ジェティックス（Jetix）という名前は、2年前にアメリカ合衆国の親会社であるウォルト・ディズニー・カンパニー (The Walt Disney Company) によって造られました。 
Jetixは放課後のブロックとしてオランダで始まり、Fox Kidsと一緒に、月曜日から金曜日の午後3時30分から午後6時までの最後の3時間半を放送しました。

## プログラミング
Jetixのプログラミングはやや保守的でした。たとえば、チャンネルは、子供向けのあらゆる種類のゲームコンポーネントで成功したテレキッズの原則など、よく知られた成功に戻りました。これは、人気にJETIXで薄く行われたJETIXマックスプレゼンテーション、デュオは、Co Rowoldで構成し、シタバーミューレン（グループの元メンバーの一人K-、耳）、そして最終的にはニコレット・バン・ダムとジャマイ・ロマン。
後にそれはJetixStudioと呼ばれ、プログラムは最初にニコレット・ファンダムとジョーイ・ファン・デルベルデンによって提示されました。彼女がRTLオランダに切り替えた後、ニコレットファンダムは元プレゼンターのシタバー・ミューレンに置き換えられました。
日本のアニメシリーズは、チャンネルの開始時に一般の人々に人気がなくなったように見えたため、以前のFox Kidsの場合よりも、Jetixで放送されたアニメシリーズは少なくなりました。 
Flint the Time Detective 、 Shinzo 、 Digimonなどのプログラムはトータリー・スパイズ! (TotallySpies) やWhat'swith Andy？などのシリーズに部分的に置き換えられました。
視聴者の間で熱心なファンベースを持っていたので、日本のアニメシリーズポケモンだけが残されました。
その他の番組は、実写シリーズHotnews.nlで、子供の探偵Q＆Qの現代版の一種であり、1999年以降、毎年10月、11月、12月にチャンネルで放送された人気のユースソープst。 ニコラスのクラブ です。
午前中、Jetixで幼児と幼児ブロックのJetixPlayがありました。ボボ、ボブ・ビルダーととっとこハム太郎。 
Jetix Play Broadcast Disney Junior Shows in 2008-2010、with aoミッキーマウスクラブハウス。
2002年以降、 Jetix Magazineは、主に7歳から12歳の男の子に焦点を当てた独自の雑誌であるZ-Press JuniorMediaと共同で発行されました。 2005年4月には、MeidenMagazineと呼ばれる「姉妹」も設立されました。
it's最終ブロードキャスト年から、JETIXはディズニーで買って、プレイハウスディズニーとしてリブランドとボボ、ボブ・デ・bouwerエンとっとこハム太郎の削除に失敗し、JETIXプレイブロック、を含むJETIX上の全番組を削除し始めました。

## ディズニーXD
2010年1月1日、JetixはDisney XD  、JetixがDisneyXDに変換されたロシアに次ぐ最後の国となった。 
JETIXマガジンは、ディズニーXDマガジンに、置き換えられました。
しかし、2012年に消滅。
MeidenMagazineは継続され、現在も存在しています。